# جوزيف نغوت
جوزيف ديون نغوت (بالفرنسية: Joseph Dion Ngute)‏ (ولد في 12 مارس 1954) هو سياسي كاميروني يشغل حاليًا منصب رئيس وزراء الكاميرون التاسع بعد تعيينه في يناير 2019. وخلف فيليمون يانغ، الذي تولى المنصب منذ عام 2009.

## مسار وظيفي
حصل نغوتي على درجة الدكتوراه في القانون من جامعة ووريك في المملكة المتحدة. في عام 1991، شغل منصب مدير المدرسة المتقدمة للإدارة والقضاء. في عام 1997، دخل الحكومة، حيث شغل منصب الوزير المنتدب لوزير العلاقات الخارجية. عُيّن في مارس 2018 وزيراً للمهام الخاصة برئاسة الجمهورية.

## الحياة الشخصية
يأتي نغوت من منطقة جنوب غرب الكاميرون (الإنجليزية جنوب الكاميرون) الناطقة بالإنجليزية، وهو أيضًا زعيم قبلي محلي.